# Colònia La Fàbrica
Colònia La Fàbrica es una entidad de población española del municipio de Artesa de Segre, perteneciente a la provincia de Lérida, en la comunidad autónoma de Cataluña. En 2022, la entidad singular de población tenía empadronados 69 habitantes y el núcleo de población, los mismos.